# Люкнер, Феликс фон
Феликс фон Лю́кнер (нем. Felix Nikolaus Alexander Georg Graf von Luckner; 9 июня 1881 года, Дрезден, Германская империя, — 13 апреля 1966 года, Мальмё, Швеция) — немецкий дворянин, офицер военно-морского флота, писатель и известный мореплаватель. Во время Первой мировой войны успешно командовал парусным коммерческим рейдером Seeadler, действовавшим на торговых коммуникациях противника. За успехи заслужил прозвище «Морской дьявол» (нем. Der Seeteufel), тогда как команду его корабля окрестили «пиратами императора» (нем. Die Piraten des Kaisers).
Способность вести войну без каких-либо потерь сделала его легендой с обеих сторон конфликта. Люкнер приходится праправнуком Николя Люкнеру — маршалу Франции и военачальнику французской Рейнской армии, которому в XVIII веке был пожалован титул графа королём Дании. Был дважды женат: первый раз на Петре (урождённая Шульц) из Гамбурга, в браке с которой в 1913 году родилась дочь Игне-Мария. В Мальмё (Швеция) в 1924 году он женился на Ингеборге (урождённой Энгстрём).

## Ранняя жизнь

### Первое путешествие
В возрасте тринадцати лет Люкнер сбежал из дома, намереваясь попасть на шоу Буффало Билла «Дикий Запад». Назвавшийся вымышленным именем Люкнер завербовался за еду и кров юнгой на русский парусник "Ниобе", совершавший рейсы между Гамбургом и Австралией. В том плавании его карьера могла оборваться толком не начавшись: Люкнер выпал за борт и мог утонуть, поскольку капитан не хотел рисковать жизнями других членов команды. Люкнера спасло вмешательство старшего помощника, вступившего в спор с капитаном (тот угрожал старпому гарпуном) и сумевшего с помощью добровольцев спустить шлюпку. К тому времени над Люкнером уже кружили альбатросы и один из них схватил клювом протянутую юнгой руку. Люкнеру пришлось отчаянно отбиваться от птиц. Взмахи огромных крыльев и кружащиеся над местом альбатросы указали экипажу шлюпки местонахождение мальчика, что позволило его спасти.

### Мастер на все руки
Прибыв в Фримантл (Западная Австралия), Люкнер дезертировал с корабля и за следующие семь лет перепробовал множество занятий: продавал книги Армии Спасения, помогал смотрителю маяка мыса Луин в Августе (уволился после того как был «застукан» с дочерью смотрителя её отцом), охотился на кенгуру, работал в цирке, профессионально боксировал (будучи исключительно выносливым человеком), был рыбаком, моряком, солдатом в мексиканской армии президента Диаса, железнодорожным строителем, барменом и трактирщиком. Некоторое время провёл в чилийской тюрьме по обвинению в краже свиней, два раза ломал ногу, а однажды был выброшен из больницы на Ямайке из-за отсутствия денег.
Во время своих странствий Люкнер стал неплохим фокусником. Позднее кайзер Вильгельм II был очарован его трюками и часто приглашал Люкнера на борт своей яхты, чтобы развлекать важных сановников.

### Возвращение в Германию
В возрасте двадцати лет Люкнер поступил в немецкую навигационную школу, где сдал экзамены на помощника капитана. В 1908 году он завербовался на пароход Petropolis линии Hamburg-Südamerikanisch, намереваясь служить на нём в течение девяти месяцев, прежде чем добровольно пойти на службу в Императорский флот в течение года для получения права стать военным моряком. Он поклялся, что вернётся к семье только в военной форме, и выполнил клятву. Люкнеры, считавшие Феликса пропавшим без вести, радостно встретили его возвращение. В феврале 1912 года Люкнер был зачислен во флот и направлен служить на канонерскую лодку SMS Panther.

## Первая мировая война
В начале войны Феликс фон Люкнер принял участие в сражении в Гельголандской бухте, а во время Ютландского сражения он командовал одной из башен дредноута «Кронпринц Вильгельм».
С началом Первой мировой войны Германия переоборудовала значительное число своих торговых судов в коммерческие рейдеры, установив на них вооружение и направив действовать против судоходства стран Антанты. Большинству этих кораблей не сопутствовал успех, однако их присутствие в океане сковывало значительные силы союзников, вынужденных прикрывать свои торговые коммуникации. К началу 1915 года большинство рейдеров были либо выслежены и потоплены, либо интернированы в нейтральных портах после израсходования топлива и припасов.

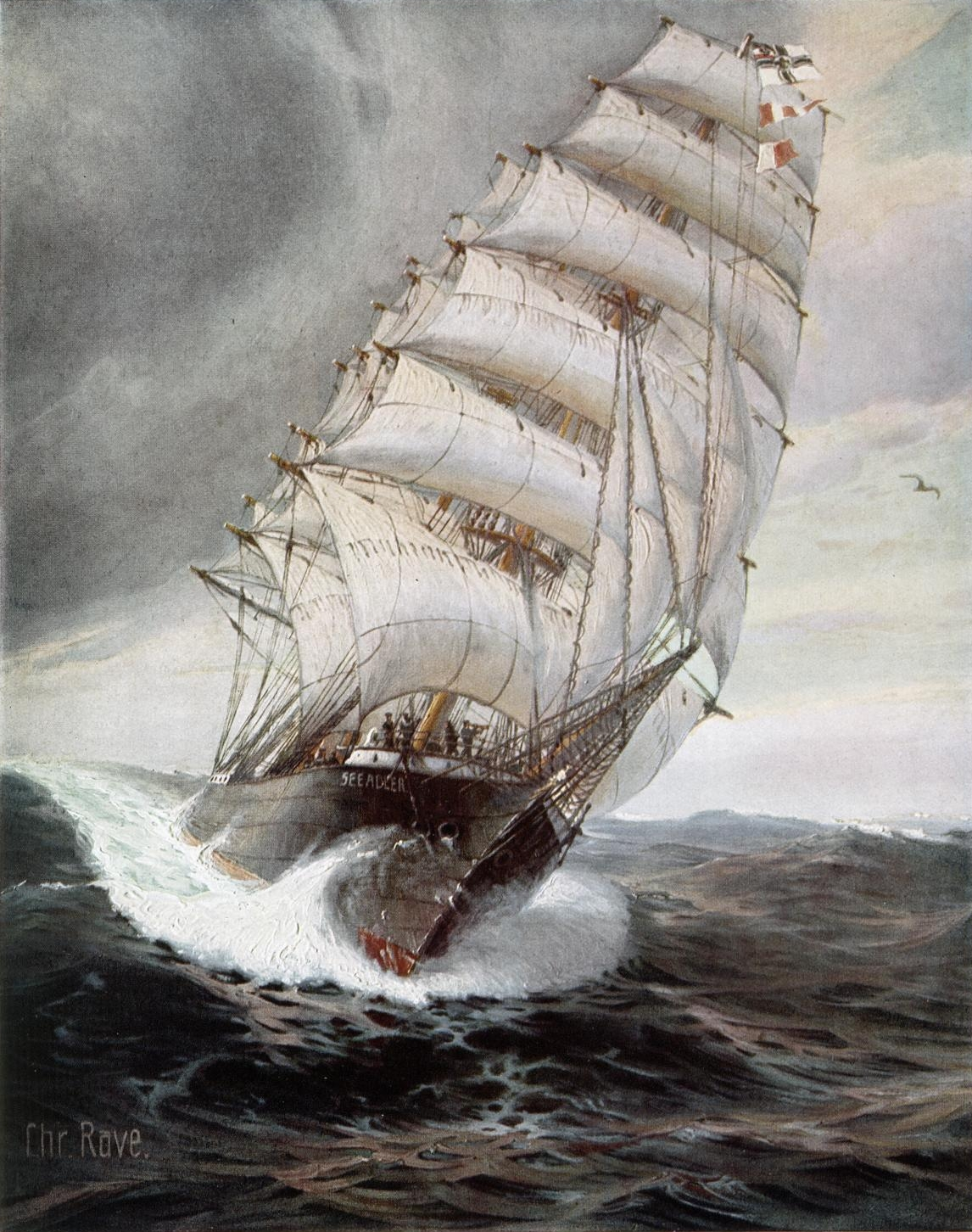
SMS Seeadler, трёхмачтовое парусное судно, которое ворвалось в Атлантический и Тихий океаны в век дредноутов. Картина Кристофера Рэйва.

В надежде оживить торговое рейдерство Императорский флот оборудовал конфискованный трёхмачтовый парусник Pass of Balmaha (водоизмещением 1571 тонн) двумя 105-мм орудиями, скрытыми за откидным бортом, несколькими пулемётами и двумя тщательно спрятанными вспомогательными двигателями мощностью в 500 лошадиных сил. Корабль был введён в эксплуатацию в качестве вспомогательного крейсера Seeadler («Морской орёл»). Поскольку Люкнер был практически единственным офицером в ВМС Германии с большим опытом управления большими парусными кораблями, он был назначен его командиром.

### Плавание на Seeadler’е

#### Рейдерство

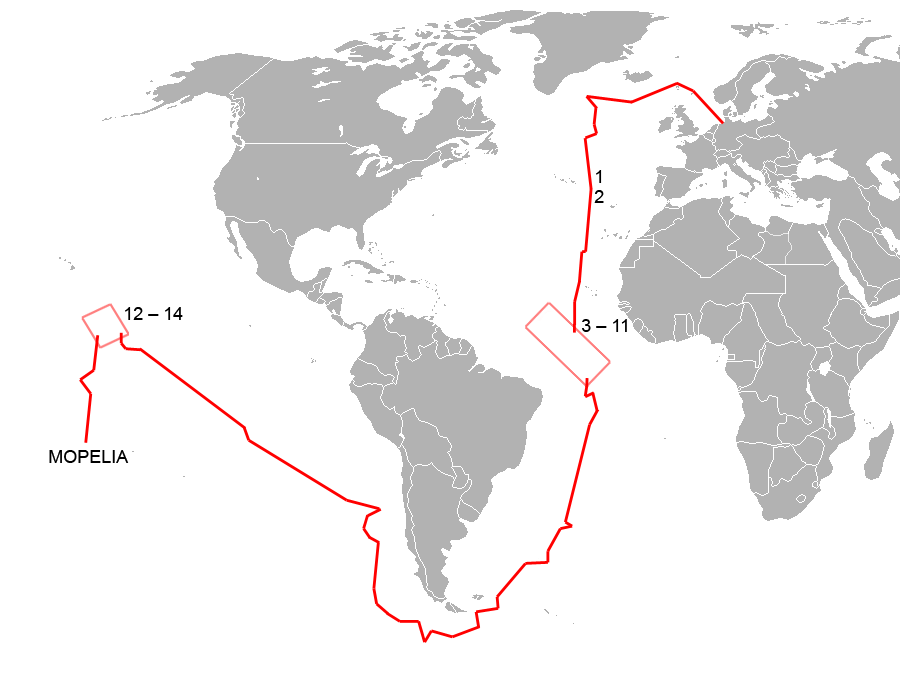
Маршрут «Зееадлера»

Seeadler покинул порт 21 декабря 1916 года, и ему удалось проскользнуть через британскую блокаду, замаскировавшись под норвежское судно. Многие из команды, состоявшей из 6 офицеров и 57 матросов, были отобраны из-за своей способности говорить на норвежском, в том числе сам Люкнер, — в том случае, если бы они были перехвачены британцами. К Рождеству они были к юго-западу от Гренландии, когда они столкнулись с британским вооружённым торговым крейсером Avenger. Экипаж Avenger'а провёл инспекцию на борту корабля, но они не смогли обнаружить немецкий обман.
9 января 1917 года Seeadler наткнулся на одиноко шедший пароход. Он поднял сигнал с просьбой о точном времени (не редкость для парусников, долго находящихся вне контакта с землёй) и, когда для парохода было слишком поздно делать манёвр уклонения, поднял немецкий флаг. Три выстрела были необходимы, чтобы убедить 3268-тонный Gladys Royle, вёзший уголь из Кардиффа в Буэнос-Айрес, остановиться. Его экипаж был снят с судна невредимым, и оно затем было затоплено.
10 января 1917 года Seeadler столкнулся с другим пароходом, который отказался назвать себя. Немецкий флаг был поднят, и выстрел прошёл около носовой части корабля Lundy Island, вёзшего груз сахара из Мадагаскара. Пароход по-прежнему отказывался остановиться, и четыре выстрела были сделаны прямо в него. Пароход залёг в дрейф и спустил свои шлюпки, но капитан игнорировал приказ идти к Seeadler'у. Немецкая абордажная команда было отправлена на судно и обнаружила, что команда покинула судно, когда раздались первые выстрелы, оставив капитана на нём. Позже капитан Баннистер сказал Люкнеру, что он ранее уже был захвачен немецким рейдером и получил условное освобождение, которое он нарушил; таким образом, он не хотел становиться военнопленным снова. Люкнер продолжил своё путешествие на юг, и к 21 января он был в центре Атлантики между Бразилией и Западной Африкой, когда он обнаружил 2199-тонный французский трёхмачтовый барк Charles Gounod, гружённый зерном. Charles Gounod был быстро затоплен, но его корабельный журнал не содержал записанной информации о других кораблях, которые он встречал, и их предполагаемом маршруте.

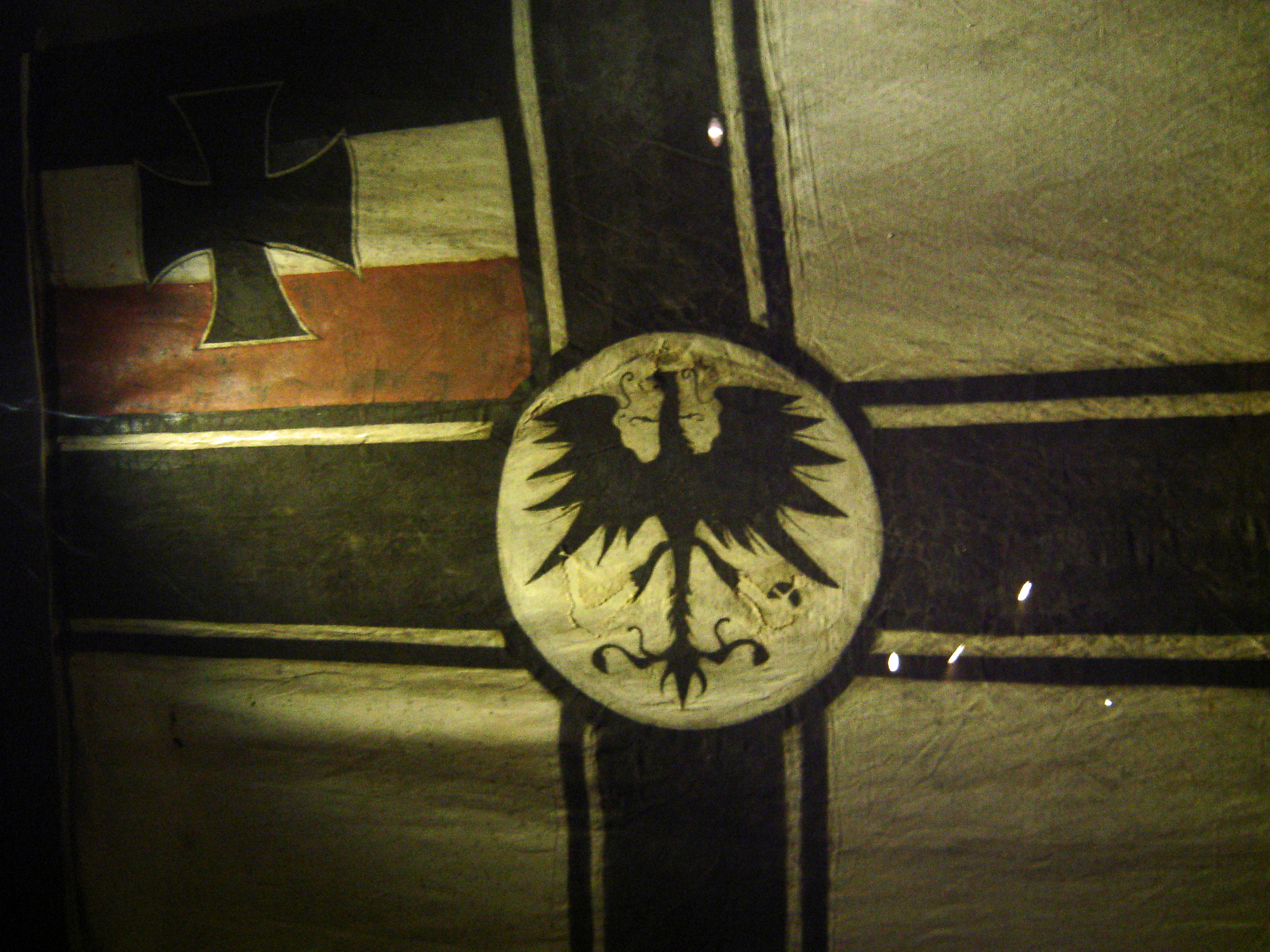
Знамя, которое фон Люкнер поднимал на Seeadlerе для обозначения враждебных намерений, в настоящее время выставлено в военно-мемориальном музее Окленда.

24 января небольшая 364-тонная канадская шхуна Perce была встречена и потоплена пулемётами после взятия на борт его команды (включая невесту капитана). 3071-тонный французский четырёхмачтовый барк Antonin, гружёный чилийской селитрой, была обнаружен 3 февраля и в скором времени затоплен. 9 февраля 1811-тонный итальянский Buenos Ayres, также гружёный селитрой, был потоплен. 19 февраля был замечен четырёхмачтовый барк, который сразу же поднял паруса, пытаясь сбежать, однако двигатели Seeadler'а позволили ему нагнать 2431-тонный британский корабль Pinmore с грузом зерна. По совпадению, фон Люкнер ходил на Pinmore во время своей службы на гражданском парусном флоте ещё в 1902 году. Фон Люкнер взял под контроль Pinmore в Рио-де-Жанейро, чтобы получить больше припасов, прежде чем в конечном счёте затопить его.
Следующим остановленным кораблём стал датский барк Viking', но, так как не было ничего необычного в его грузе, нейтральный корабль оставили в покое.
Утром 26 февраля 1953-тонный британский барк British Yeoman, перевозивший гуманитарный груз, включая кур и свиней, был остановлен и затоплен, и в тот же вечер французский четырёхмачтовый барк Le Rochfoucauld пал жертвой Seeadler'а. Абордажная команда обнаружила, что Le Rochfoucauld лишь недавно был остановлен британским крейсером, который искал Seeadler 'а.
Вечером 5 марта Seeadler обнаружил четырёхмачтовый барк в лунном свете и дал сигнал: «Остановитесь немедленно! Германский крейсер». При
этом капитан 2206-тонного французского корабля Dupleix направился прямо к Seeadler'у, убеждённый, что другой французский капитан устроил с ним розыгрыш. Вскоре ему пришлось разувериться в своей идее, когда его корабль был затоплен, став следующей жертвой. У своей следующей жертвы Seeadler 10 марта попросил указать время, но сигнал был проигнорирован. Фон Люкнер приказал зажечь дымовые шашки, и 3609-тонный корабль Horngarth развернулся для оказания помощи «горящему» парусному судну. Единственный выстрел вывел радио британского судна из строя, и это привело к единственной гибели человека за время путешествий Seeadler 'а. Британский моряк Дуглас Пейдж был убит разрывом паропровода от выстрела. Horngarth вскоре был затоплен уже опытной в этом деле командой Seeadler 'а.
К этому времени фон Люкнер столкнулся с проблемой кормления и безопасного содержания около 300 заключённых в дополнение к его собственной команде. Поэтому, когда 20 марта французский четырёхмачтовый барк Cambronne был взят, фон Люкнер организовал разборку брамселевых мачт и дополнительных рангоутов и парусов судна, прежде чем перевести на борт Cambronne заключённых под командованием капитана Маллена с Pinmore. Значительно уменьшенное оснащение на Cambronne обеспечивало Seeadler 'у гарантированную возможность сбежать, прежде чем его местонахождение может быть сообщено кораблям-охотникам.
Королевский флот был хорошо осведомлён об общем расположении Seeadler 'а и устроил ловушку, состоящую из торгового вооружённого крейсера Otranto и броненосных крейсеров Lankaster и Orbita у мыса Горн. Однако сильный шторм отнёс Seeadler 'а значительно дальше на юг, прежде чем он вошёл в Тихий океан 18 апреля и пошёл на север вдоль чилийского побережья. К началу июня Seeadler находился к востоку от острова Рождества и узнал, что Соединённые Штаты вступили в войну. Seeadler обратил своё внимание на американские корабли, затопив 529-тонный корабль A.B. Johnson из Сан-Франциско 14 июня (это стало первым американским трофеем Германии в войне), 673-тонный RC Slade на следующий день и шхуну Manila 8 июля. К этому времени Seeadler был изношен так, что его корпус должен был быть очищен. Он подошёл к маленькому остров Мопела, также известному как Маупихаа, — коралловому атоллу в 10 км (6 милях) в диаметре Островов Общества, в 450 км (280 миль) от Таити.

#### Крушение Seeadler’а
Seeadler был слишком велик, чтобы войти в защищённую лагуну Мопелы, и, следовательно, встал на якорь за пределами рифа. 24 августа случилась беда. Согласно рассказу фон Люкнера, корабль был поражён цунами, которая разрушила Seeadler об риф. Тем не менее, некоторые американские пленные утверждали, что корабль дрейфовал на мели, в то время как пленные и большинство членов команды были на пикнике на острове.
Команда и их 46 пленных теперь оказались на Мопеле, но им удалось спасти припасы, огнестрельное оружие и две из открытых лодок корабля.

### «Игра в прятки»
Фон Люкнер решил выйти с пятью своими людьми на одной из 10-метровых открытых лодок, оснащённой как шлюп и названной Kronprinzessin Cecilie. Оставаясь даже в этот момент оптимистом, он собирался идти к Фиджи через острова Кука, захватить парусник, вернуться к Мопеле за своей командой и пленными и возобновить диверсионные рейды.
Через три дня после выхода из Мопелы они достигли острова Атиу в группе островов Кука, где они сделали вид, что они — голландско-американские моряки, пересекающие Тихий океан на спор. Новозеландский резидент, администратор острова, дал им достаточно припасов, чтобы достичь другого острова в группе, Аитутаки, где они выдавали себя за норвежцев. Новозеландский резидент в Аитутаки отнёсся к ним с подозрением, но не было никакой возможности для задержания группы, и фон Люкнер со своей группой быстро взял курс на остров Раротонга. Подойдя к Раротонге в темноте, Люкнер увидел тёмный корабль, который он посчитал вспомогательным крейсером, тогда как на самом деле это было выброшенное на берег судно; фон Люкнер вследствие этого взял курс на фиджийский остров Вакайя, прибыв туда после прохождения 3700 км на открытой лодке. Большинство людей на Вакайя приняли их историю потерпевших кораблекрушение норвежцев, но один скептик вызвал группу полицейских из старой фиджийской столицы Левука. 21 сентября полиция сымитировала выстрел из несуществующей пушки на межостровном пароме «Амра», угрожая затопить судно Люкнера. Не желая вызвать кровопролитие и не поняв, что полицейские не вооружены, Люкнер и его группа сдались и были заключены в лагере для военнопленных на острове Маупихаа недалеко от Окленда, Новая Зеландия.
Тем временем на Мопеле небольшое французское торговое судно Lutece бросило якорь за пределами рифа. Лейтенант Клинг с Seeadler 'а, услышав о захвате своего капитана по радио, направился к Lutece и захватил его под дулом пистолета. Французская команда была высажена с другими заключёнными, и все немцы вступили на корабль, который теперь был переименован в Fortuna, и взяли курс на Южную Америку. Командир A.B.Johnson, капитан Смит затем взял оставшуюся открытую лодку в Мопеле вместе с тремя другими американскими моряками и вышел в путь в 1600 км на Паго-Паго, прибыв туда 4 октября, где они смогли наконец сообщить властям о деятельности Seeadler 'а и провести мероприятия по спасению других 44 моряков, которые всё ещё находились на Мопеле.
Fortuna тем временем потерпела неудачу, когда натолкнулась на не отмеченные на карте скалы у острова Пасхи. Команда вскарабкалась на берег, где они были интернированы чилийцами до конца войны.

### Побег
Фон Люкнер по-прежнему отказывался признать, что война закончилась для него. Командир лагеря для военнопленных в Мотуихе имел в своём распоряжении быструю моторную лодку Pearl, и 13 декабря 1917 года фон Люкнер сымитировал начало рождественских игр вместе со своими людьми и использовал своё положение «играющего» для планирования своего побега. Фон Люкнер и ряд других заключённых захватили Pearl и дошли на ней до полуострова Коромандел. Используя пулемёт, он захватил 90-тонную шаланду Моа и с помощью вручную сделанного секстанта и карты, скопированной из школьного атласа, они отошли к острову Кермадек, который был новозеландским островом-базой с более крупными кораблями, стоявшими там на якоре. Преследующее его вспомогательное судно, Iris, угадало его вероятное местонахождение и догнало его 21 декабря. Через год после начала его миссии война, наконец, закончилась для Феликса фон Люкнера. Он провёл остаток войны в различных лагерях для военнопленных в Новой Зеландии, прежде чем был репатриирован в Германию в 1919 году.

## Послевоенная жизнь

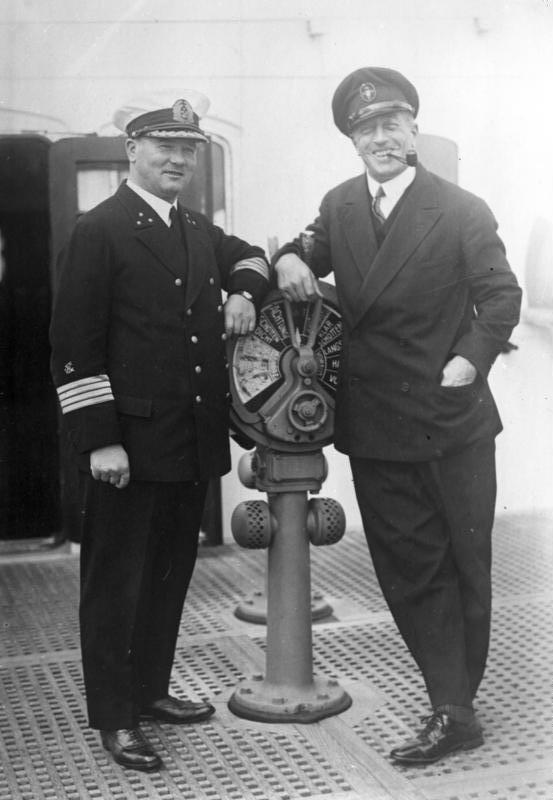
Фотография Люкнера (справа) в 1930 году.

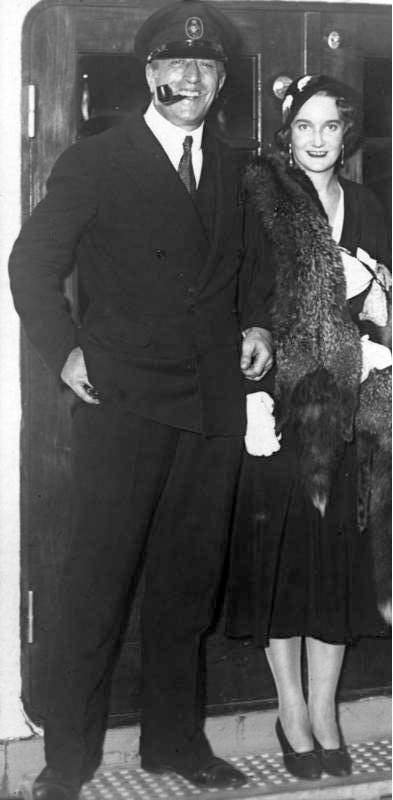
Люкнер в 1931 году вместе с женой.

12 мая 1921 года Люкнер стал масоном ложи Große Landesloge von Deutschland в Гамбурге. Он написал книгу о своих приключениях, которая стала бестселлером в Германии, и книга Лоуэлла Томаса о нём распространила славу Люкнера во всём мире.
В 1926 году он собрал средства, чтобы купить парусник, который он назвал Vaterland, и отправился на нём с миссией доброй воли по всему миру, оставив Бремен 19 сентября и прибыв в Нью-Йорк 22 октября 1926 года. Поскольку он был талантливым оратором, им широко восхищались за его речи о его морской практике и за то, что он вёл свою войну с минимальными потерями жизни противника. Это открыло ему многие двери в Соединённых Штатах, где он выступал в сотнях мест по всей стране, сначала в немецком, а затем всё более на английском языке. Он заручился поддержкой многих знаменитостей, дипломатов, политиков и даже Американского легиона. Генри Форд подарил ему автомобиль, и город Сан-Франциско сделал его почётным гражданином. Президент Кулидж хотел лично встретиться с ним, но Люкнер отказался по просьбе своего правительства. Чувствуя, что его «миссия доброй воли», как он назвал её в своей книге Seeteufel erobert Amerika («Морской дьявол покоряет Америку»), не сможет иметь больший успех в других местах и не может финансово поддерживаться доходом от его выступлений, пусть и весьма популярных и успешных, он вернулся в Германию, куда он прибыл 19 апреля 1928 года.
Он был частым гостем в доме Рейнхарда Гейдриха в Галле, где он вдохновил молодого Гейдриха рассказами о своих приключениях на Seeadler'е вступить в межвоенный Reichsmarine (флот Веймарской республики). В 1937 и 1938 году он и его жена совершили кругосветное путешествие на своей яхте Seeteufel, будучи приветственно встреченными в Новой Зеландии и Австралии, хотя некоторые видели в нём апологета нацистского режима.
Во время Второй мировой войны Гитлер попытался использовать его в пропагандистских целях, хотя, как масон, он не был ни в одной из поощрявшихся нацистами групп людей. Он был замешан в скандале и поставлен перед судом «Sonderehrengericht» (специальный суд чести) в 1939 году за кровосмешение и половые связи с несовершеннолетними, но не был осужден. Говорят, что его уход из общественной жизни являлся условием для прекращения судебного разбирательства. Люкнер отказался отречься от своего членства в масонах и от различных почётных гражданств, предоставленных ему в США за что его банковский счёт был заморожен. В 1943 году он спас жизнь еврейской женщины, Роуз Янсон, которой он предоставил паспорт, найденный на разбомблённом участке, и которой впоследствии удалось бежать в США через нейтральные страны. В конце войны мэр Галле, города, в котором он жил, попросил его провести переговоры о сдаче города с приближающимися американскими войсками, что он и сделал, хотя не вернулся в город, услышав, что нацисты приговорили его к смертной казни.
Люкнер был чрезвычайно силён физически и был известен способностью сгибать монеты между большим, указательным и средним пальцами правой руки и рвать телефонные справочники (самый толстый он разорвал в Нью-Йорке) голыми руками. По случаю его визита в Австралию в 1938 году газета Sydney Labour Daily опубликовала карикатуру, показывающую кайзера Вильгельма, разрывающего пакт о бельгийском нейтралитете, Адольфа Гитлера, разрывающего ещё одно соглашение, и Люкнера, разрывающего каталог, с подписью «У них у всех Привычка».
Люкнер весьма часто давал автографы, и оригинальные автографы Люкнера часто появляются на аукционах и продажах недвижимости.
После Второй мировой войны Люкнер переехал в Швецию, где он жил в Мальме со своей второй женой-шведкой Ингеборг Энгестрем до самой своей смерти в Мальме в возрасте 84 лет в 1966 году. Он похоронен на кладбище Ольсдорф, Гамбург.

## Награды
В 1953 году он был удостоен Ордена «За заслуги перед Федеративной Республикой Германия». В 1956 году президент компании Zenith Electronics Corporation Юджин Ф. Макдональд даже предложил, чтобы Нобелевская премия мира была присуждена ему. В 2006 году немецкая почтовая компания Deutsche Post выпустила к 125-летию со дня рождения Люкнера памятные почтовые марки.

## Творчество
Граф фон Люкнер написал введение для книги Альфреда фон Низховски «Круиз „Кронпринца Вильгельма“» 1928 года, опубликованной издательством Doubleday & Co, о вспомогательном крейсере «Кронпринц Вильгельм» (Примечание: хотя он имел то же имя, это был другой корабль «Кронпринц Вильгельм», а не тот, на котором граф фон Люкнер находился во время Ютландского сражения).

## Сериал
Между 1973 и 1975 годами франко-германская объединённая компания выпустила 39-серийный приключенческий сериал под названием «Граф Люкнер» для немецкого телевизионного канала ARD, показывая в нём Люкнера как героя. Французское альтернативное название сериала — «Приключения капитана Люкнера».
Эпизод 26 из сериала «Истории Та Папа» посвящён секстанту, использовавшемуся фон Люкнером в его побеге из Новой Зеландии.

## Общество фон Люкнера
29 марта 2004 года общество Феликса фон Люкнера было основано в Галле с целью исследования жизни и деятельности Люкнера, особенно его роли в защите города Галле в течение апреля 1945 года. В течение нескольких месяцев после своего создания общество насчитывало более 100 членов в 14 странах. Общество хочет создать мемориал и музей Люкнера в Галле и вернуть в Германию яхту Люкнера Seeteufel, которая по неподтверждённым данным пережила Вторую мировую войну в качестве вспомогательного судна, а затем стала личным трофеем одного из советских военно-морских начальников.